# Юнь (повіт)
24°26′32″ пн. ш. 100°08′00″ сх. д. / 24.44221° пн. ш. 100.13337° сх. д.
Юнь (кит. 云县, пін. Yún Xiàn) — один із повітів КНР у складі префектури Ліньцан, провінція Юньнань. Адміністративний центр — містечко Айхуа.

## Географія
Юнь лежить на висоті близько 1070 метрів над рівнем моря на заході  Юньнань-Гуйчжоуського плато. Східним кордоном повіту слугує річка Меконг.

### Клімат
Повіт знаходиться у зоні, котра характеризується вологим субтропічним кліматом. Найтепліший місяць — червень із середньою температурою 24,5 °C. Найхолодніший місяць — грудень, із середньою температурою 13,2 °С.
| Клімат повіту Юнь       | Клімат повіту Юнь | Клімат повіту Юнь | Клімат повіту Юнь | Клімат повіту Юнь | Клімат повіту Юнь | Клімат повіту Юнь | Клімат повіту Юнь | Клімат повіту Юнь | Клімат повіту Юнь | Клімат повіту Юнь | Клімат повіту Юнь | Клімат повіту Юнь | Клімат повіту Юнь |
| Показник                | Січ.              | Лют.              | Бер.              | Квіт.             | Трав.             | Черв.             | Лип.              | Серп.             | Вер.              | Жовт.             | Лист.             | Груд.             | Рік               |
| Середній максимум, °C   | 22,6              | 24,3              | 27,4              | 29,5              | 30,2              | 29,6              | 28,7              | 29,6              | 28,9              | 27,2              | 24,4              | 22,1              | 27                |
| Середня температура, °C | 13,2              | 15,5              | 18,9              | 21,7              | 23,8              | 24,5              | 24                | 24,1              | 23                | 20,7              | 16,5              | 13,2              | 19,9              |
| Середній мінімум, °C    | 6,1               | 8,1               | 11,4              | 15,1              | 18,7              | 21,1              | 21                | 20,8              | 19,5              | 16,8              | 11,5              | 7,1               | 14,8              |
| Норма опадів, мм        | 14.3              | 22.7              | 21.7              | 39.5              | 94.4              | 128.6             | 186.3             | 149.9             | 110.9             | 91.6              | 41.6              | 13.4              | 914.9             |
| Вологість повітря, %    | 68                | 61                | 55                | 57                | 65                | 76                | 81                | 81                | 81                | 80                | 79                | 75                | 71.6              |
| ----------------------- | ----------------- | ----------------- | ----------------- | ----------------- | ----------------- | ----------------- | ----------------- | ----------------- | ----------------- | ----------------- | ----------------- | ----------------- | ----------------- |
| Джерело: data.cma.cn    |                   |                   |                   |                   |                   |                   |                   |                   |                   |                   |                   |                   |                   |